# Bifrenaria charlesworthii
Bifrenaria charlesworthii Rolfe 1894, es una especie de orquídea epifita originaria de Brasil.

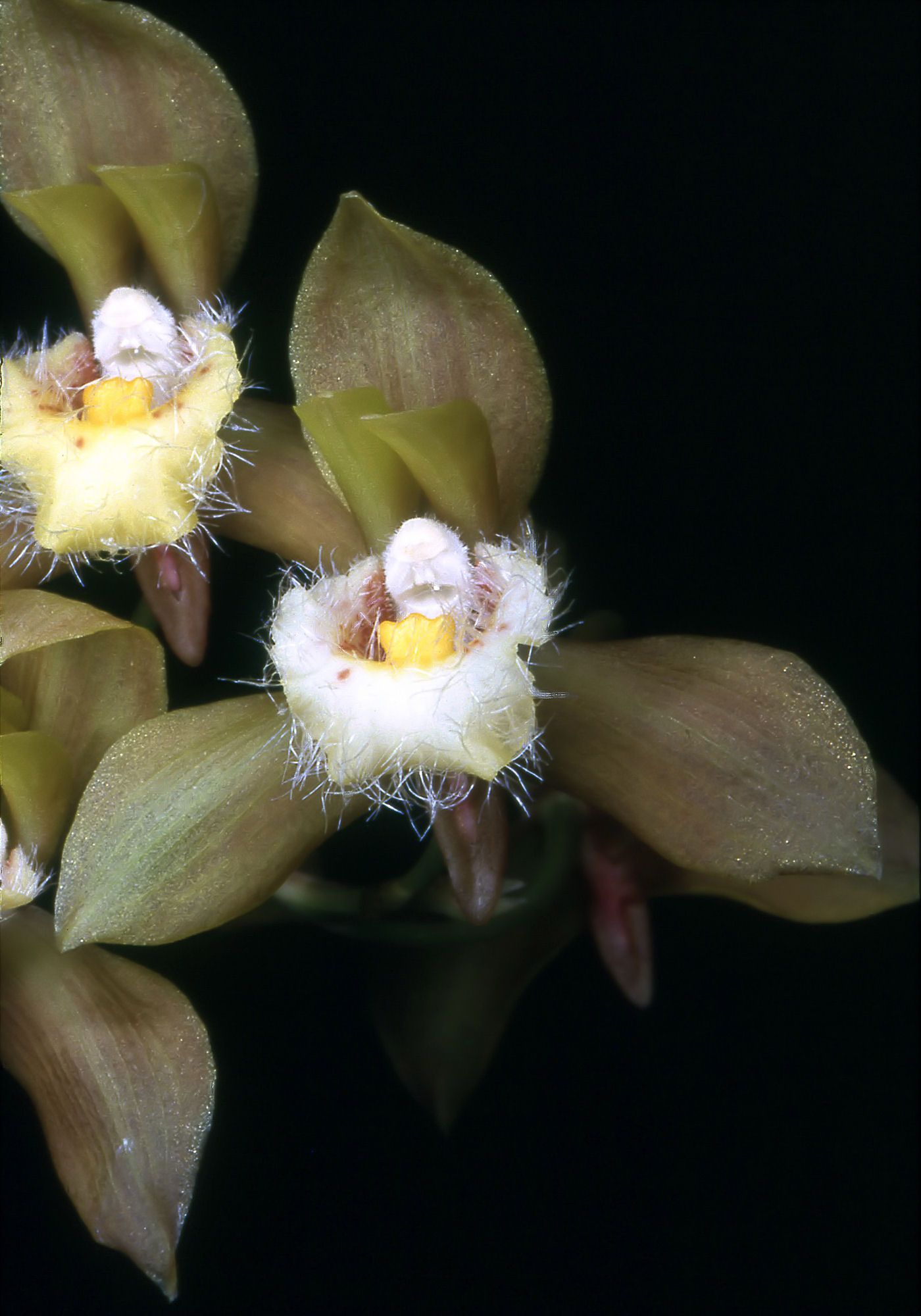
Detalle de la flor

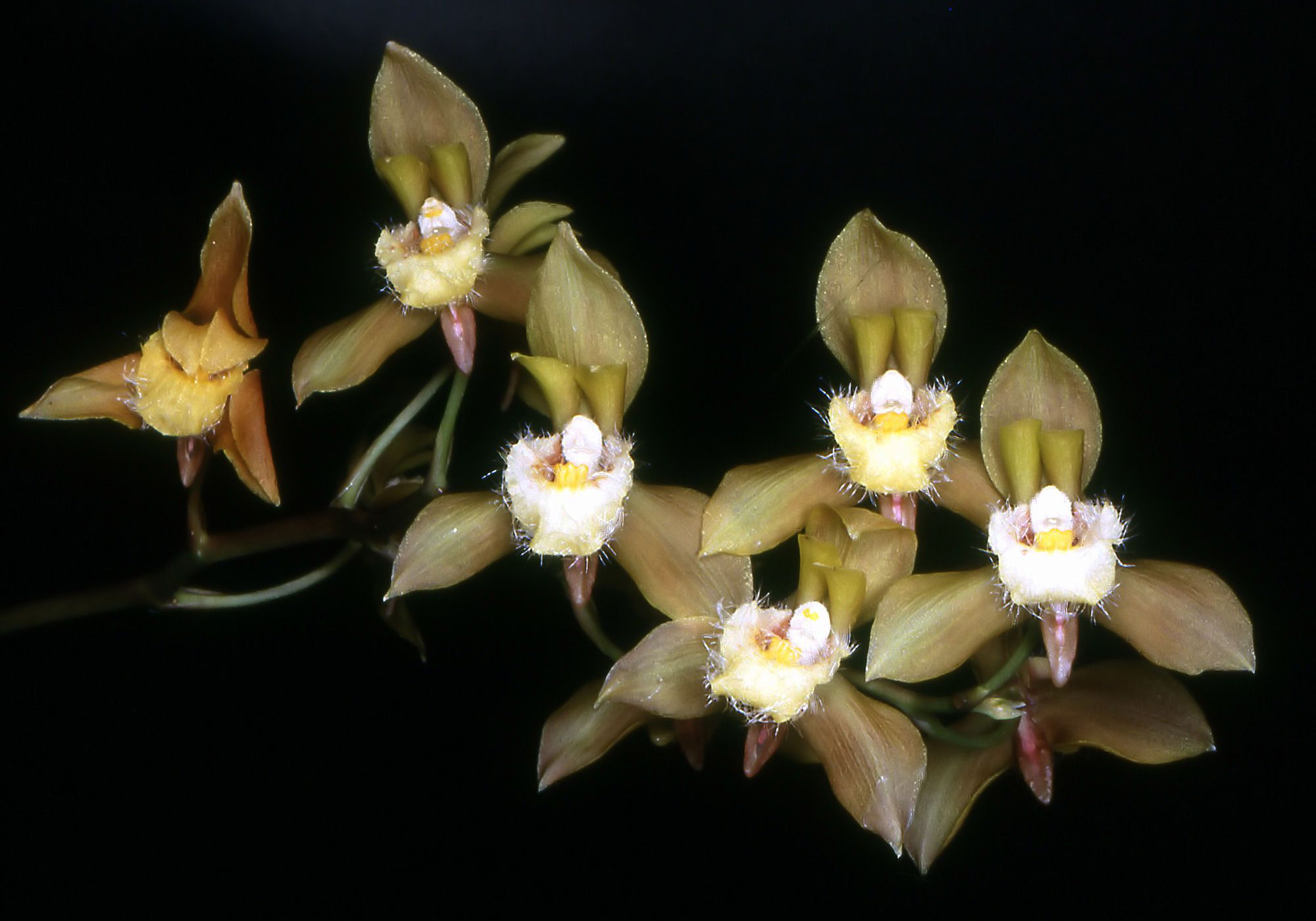
Flores

## Características
Es una especie herbácea de pequeño y mediano tamaño, que prefiere clima caliente a frío. Es epífita con pseudobulbo cónico con cuatro caras, ligeramente comprimido con una sola hoja apical, oblonga lanceolada, acuminada y coriácea que florece en una inflorescencia basal erecta  de 18 cm de largo con 3 a 6 flores  con brácteas florales oblongas y fragantes flores de 2.5 cm de longitud . Florece en el otoño y principios del invierno.

## Distribución y hábitat
Se encuentra en el bosque atlántico, en los estados de Bahia, Espírito Santo y Río de Janeiro en Brasil en los bosques lluviosos de montaña en alturas de 300 a 1000 m s. n. m.

## Taxonomía
Bifrenaria charlesworthii fue descrito por Robert Allen Rolfe y publicado en Bulletin of Miscellaneous Information Kew 1894: 184. 1894.
Etimología
Bifrenaria: nombre genérico que deriva de las palabras griegas: bi (dos); frenum freno o tira. Aludiendo a los dos tallos parecidos a tiras, estipes que unen los polinios y el viscídium. Esta característica las distingue del género Maxillaria.

charlesworthii: epíteto que significa "de Charleworth".
Sinonimia
- Adipe charlesworthii (Rolfe) M.Wolff 1990;
- Adipe villosula (Brade) M.Wolff 1990;
- Stenocoryne charlesworthii [Rolfe] Hoehne 1944;
- Stenocoryne villosula (Brade) Brade 1950[1][4][5]